# Tachina garretti
Tachina garretti là một loài ruồi trong họ Tachinidae.